# The Remnant
The Remnant – jedna z najstarszych gazet tradycjonalistów katolickich w USA, ukazuje się dwa razy w miesiącu. Nieoficjalnie związana z FSSPX. Ukazuje się od 1967. Obecnie redaktorem naczelnym jest Michael J. Matt.